# A Whole New World God Only Knows
《A Whole New World God Only Knows》為日本動畫《只有神知道的世界Ⅱ》的OP，Oratorio The World God Only Knows系列的第二部作品。

## 解說
此唱片為新動畫開始放送的6個紀念CD中的第一個，此外的5個為ED和4個角色歌曲。與前作《God only knows〜集積回路の夢旅人》的風格基本一致，也是全英文為歌詞。但長度減為3：33。
由ELISA&Lia演唱

## 收錄歌曲[3]
1. A Whole New World God Only Knows [3:33]
作詞：西村惠美 作曲：川崎里実 編曲：前口 涉[4]
2. A Brand New World God Only Knows[3:15]
作詞：西村惠美  作曲：川崎里実 編曲：大久保 薰 [4]
3. A Whole New World God Only Knows (Instrumental)
4. A Brand New World God Only Knows (Instrumental)

## 注解
1. ↑  參見只有神知道官網音樂頁面：http://kaminomi.jp/cd/index.html#2nd_op （页面存档备份，存于）
2. ↑  參見只有神知道官網音樂頁面：http://kaminomi.jp/cd/index.html#2nd （页面存档备份，存于）
3. ↑  官網音樂頁面，日本亞馬遜商品頁面,CD背頁
4. 1 2  CD頁面

## 外部連結
- （日語） 日本Geneon環球娛樂中A Whole New World God Only Knows的唱片信息